# 이와사키촌 (이와테현)
이와사키촌(岩崎村)은 이와테현 와가군에 설치되었던 촌이다. 현재의 기타카미시에 해당한다.